# ジュニオール・ムワンガ
ジュニオール・ムワンガ（Junior Mwanga, 2003年5月11日 - ）は、リヨン出身のプロサッカー選手。U-20フランス代表。RCストラスブール所属。ポジションはディフェンダー、ミッドフィールダー。

## 経歴

### クラブ
リヨンで生まれ育ち、CASシュミノ・ウラン・リヨンでサッカーを始めた後、2017年にFCリヨンの下部組織に入団。2018-19シーズンはU-17カテゴリで活躍し、特にシーズン後半は全試合に出場した。このシーズン、FCリヨンはプロクラブのオリンピック・リヨンやサンテティエンヌを抑えて首位でシーズンを終え、クラブ史上初めて決勝ステージに進出したが、最終的には準々決勝でモンルージュに敗れた。
2019年5月にジロンダン・ボルドーの下部組織へと移った。
2022年5月21日、2021-22シーズンリーグ・アン最終節のスタッド・ブレスト戦で先発起用され、トップチームデビュー。3バックの一角としてフル出場し、4-2で勝利したが、ボルドーはリーグ最下位でリーグ・ドゥへの降格が決まった。8月3日、ボルドーと初のプロ契約を交わした。
クラブは財政規律違反によりさらにフランス全国選手権に降格となる可能性もあった状態で、国立管理理事会の認可を得るのを待ちながらムワンガはリーグ・ドゥでの最初のシーズンを迎えた。高いパフォーマンスを継続し、スターティングメンバーに定着。ワールドカップ期間中に行われた親善試合では、本来のセンターバックではなく守備的ミッドフィールダーを務め、リーグ再開後も両ポジションで起用された。
2023年2月24日、ボルドーとの契約を2年間延長することで合意した。
8月8日、4年契約でストラスブールに移籍。

### 代表
2022年11月17日、インドネシアとの親善試合でU-20代表初出場。4-0で勝利したアメリカとの親善試合では国際大会初ゴールを記録した。
2023年5月、FIFA U-20ワールドカップのメンバーの候補にも挙がっていたが、ボルドーは主力選手であるムワンガの派遣を拒んだ。

## 個人成績
| 国内大会個人成績 | 国内大会個人成績     | 国内大会個人成績 | 国内大会個人成績 | 国内大会個人成績 | 国内大会個人成績 | 国内大会個人成績 | 国内大会個人成績 | 国内大会個人成績 | 国内大会個人成績 | 国内大会個人成績 | 国内大会個人成績 |
| 年度             | クラブ               | 背番号           | リーグ           | リーグ戦         | リーグ戦         | リーグ杯         | リーグ杯         | オープン杯       | オープン杯       | 期間通算         | 期間通算         |
| 年度             | クラブ               | 背番号           | リーグ           | 出場             | 得点             | 出場             | 得点             | 出場             | 得点             | 出場             | 得点             |
| フランス         | フランス             | フランス         | フランス         | リーグ戦         | リーグ戦         | F・リーグ杯      | F・リーグ杯      | フランス杯       | フランス杯       | 期間通算         | 期間通算         |
| ---------------- | -------------------- | ---------------- | ---------------- | ---------------- | ---------------- | ---------------- | ---------------- | ---------------- | ---------------- | ---------------- | ---------------- |
| 2021-22          | ジロンダン・ボルドー | 34               | リーグ・アン     | 1                | 0                | -                | -                | 0                | 0                | 1                | 0                |
| 2022-23          | ジロンダン・ボルドー | 23               | リーグ・ドゥ     | 33               | 0                | -                | -                | 2                | 0                | 35               | 0                |
| 2023-24          | ストラスブール       | 18               | リーグ・アン     |                  |                  | -                | -                |                  |                  |                  |                  |
| 通算             | フランス             | フランス         | リーグ・アン     | 1                | 0                | -                | -                | 0                | 0                | 1                | 0                |
| 通算             | フランス             | フランス         | リーグ・ドゥ     | 33               | 0                | -                | -                | 2                | 0                | 35               | 0                |
| 総通算           | 総通算               | 総通算           | 総通算           | 34               | 0                | 0                | 0                | 2                | 0                | 36               | 0                |